# Малевич. Возвращение в Ничто
Малевич. Возвращение в Ничто — российский документальный фильм. Авторы сценария — А.Кобак, Б.Дворкин. Режиссёр и оператор — Б.Дворкин.
Это своеобразное эссе о предсмертных днях Казимира Малевича. Фильм снимался в Петербурге и в п. Немчиновка под Москвой.
Эфир 15 мая 2003 года на телеканале «Русский мир». Эфир телеканал «Культура» в августе, сентябре и ноябре 2004.
Участник кинофестивалей «Cinema del Arte» (Бергамо, Италия), «Золотой витязь».